# 福岡県道580号那珂川大野城線
福岡県道580号那珂川大野城線（ふくおかけんどう580ごう なかがわおおのじょうせん）は、福岡県那珂川市から大野城市に至る一般県道である。

## 概要
那珂川市後野2丁目から大野城市御笠川6丁目に至る。
福岡市のベッドタウンとして近年急速に宅地化が進んだ春日市や那珂川市を東西に結ぶ幹線道路で、終日交通量は多い。
JR九州鹿児島本線との交点には高架橋（春日大橋）が設置され、西鉄天神大牟田線との交点は連続立体交差事業により鉄道側が高架化されており踏切はない。
また、慢性的に渋滞が発生している塚原台交差点において、那珂川方面からの右折レーンの延伸と塚原台入口交差点の改良工事を計画している。また、春日市においては、新設バイパス工事を行い、塚原台入口交際点の混雑の解消を図る。
また、終点は国道3号交点の御笠川6丁目交差点であるが、道路はその先、乙金方面を抜け、福岡県道60号飯塚大野城線までつながる。

### 路線データ
- 起点：福岡県那珂川市後野2丁目（現人橋（あらひとばし）交差点、国道385号交点、福岡県道602号後野福岡線起点）
- 終点：福岡県大野城市御笠川6丁目（御笠川6丁目交差点、国道3号交点）

## 路線状況

### 道路施設

#### 橋梁
- 現人橋（那珂川、那珂川市）
- 白鳥橋（御笠川、大野城市）

## 地理

### 通過する自治体
- 那珂川市
- 春日市
- 大野城市

### 交差する道路
| 交差する道路                                                        | 市町村名 | 交差する場所 | 交差する場所                        |
| ------------------------------------------------------------------- | -------- | ------------ | ----------------------------------- |
| 国道385号 福岡県道56号福岡早良大野城線 重複 福岡県道602号後野福岡線 | 那珂川市 | 後野2丁目    | 現人橋（あらひとばし）交差点 / 起点 |
| 福岡県道575号山田中原福岡線                                         | 那珂川市 | 松木5丁目    | 松木南交差点                        |
| 福岡県道601号平等寺那珂川線                                         | 那珂川市 | 松原         | 松木瀬戸交差点                      |
| 福岡県道505号板付牛頸筑紫野線                                       | 春日市   | 塚原台1丁目  | 塚原台交差点                        |
| 福岡県道31号福岡筑紫野線                                            | 春日市   | 春日5丁目    | 春日5丁目交差点                     |
| 福岡県道・大分県道112号福岡日田線                                   | 大野城市 | 白木原5丁目  | 白木原5丁目交差点                   |
| 国道3号                                                             | 大野城市 | 御笠川6丁目  | 御笠川6丁目交差点 / 終点            |

### 交差する鉄道
- 九州新幹線
- 鹿児島本線
- 西鉄天神大牟田線

### 沿線
- JR西日本博多南線
  - 博多南駅（起点付近）
  - 博多総合車両所
- 那珂川市立那珂川中学校
- 白水大池公園
- 春日市立春日南中学校
- 西友ザ・モール春日
- 春日神社
- 福岡県営春日公園
- 九州大学筑紫キャンパス
- 春日市立春日野小学校
- 春日市立春日野中学校
- 福岡県立春日高等学校
- JR九州鹿児島本線 大野城駅
- 西鉄天神大牟田線 白木原駅
- 大野城市立大野中学校
- E3 九州自動車道 8 太宰府IC